# Félix Labisse
Félix Labisse (Marchiennes, 9 de marzo de 1905 - Neuilly-sur-Seine, 27 de enero de 1982) fue un pintor, ilustrador y diseñador surrealista francés. Al margen del movimiento surrealista de André Breton, por quien no fue reconocido, estuvo vinculado entre 1947 y 1948, por su amistad con Christian Dotremont, a la aventura del surrealismo revolucionario. 

## Biografía
La familia de Félix Labisse se estableció en Douai. Tras la Primera Guerra Mundial, en 1923, se mudó a Heist-sur-Mer en Bélgica. Su padre creó una empresa de pesca marítima en Zeebrugge. En 1924 Félix Labisse hizo el servicio militar en Cambrai. En 1927, el negocio familiar periclitó y la familia se mudó a Ostende. Félix Labisse abandonó entonces la carrera de marinero y comenzó a dedicarse de lleno a la pintura. Fundó en Ostende, con su hermana Antoinette, una galería de pintura, la Galerie d'art Moderne, que duró apenas dos años. A partir de ese año de 1927 repartió su tiempo entre París y la costa belga. En Ostende conoció al pintor expresionista James Ensor, quien influyó en su obra. 
Desde 1931 pintó escenografías para el teatro, la ópera y la danza. También estuvo vinculado como guionista al mundo del cine belga a través de su amigo, el director Henri Storck y con él estuvo entre los fundadores del Ostend Cinema Club.
Desde principios de la década de 1940, su trabajo fue reconocido y apoyado por Robert Desnos, Paul Éluard, Philippe Soupault y Jacques Prévert. Patrick Waldberg también le dedicó una importante monografía en 1970. Algunas de sus obras representan criaturas híbridas y fantásticas que, a menudo, son eróticas. Pintó la primera de una serie de sus características mujeres azules en 1960; entre ellas se encuentra Baño de turquesa.
Fue el tema de una película de Alain Resnais, Visite à Félix Labisse (1947). En 1966 fue elegido miembro de la Académie des Beaux-Arts. En 1973, sus pinturas se mostraron en una exposición retrospectiva en el Museo Boijmans Van Beuningen de Rotterdam. Murió en Neuilly-sur-Seine en 1982.